# 跃进乡
跃进乡，是中华人民共和国黑龙江省绥化市肇东市下辖的一个乡镇级行政单位。

## 行政区划
跃进乡下辖以下地区：
龙庄村、富饶村、跃进村、宏伟村、福龙村、富裕村和卫东村。